# Tiergarten Nill

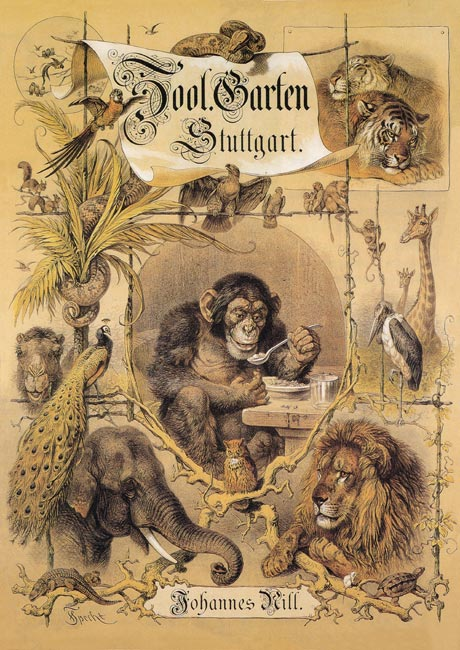
Plakat von Friedrich Specht für Nills Tiergarten, um 1885 bis 1900

Nills Tiergarten war ein privater Zoo und zwischen 1871 und 1906 eines der beliebtesten Ausflugsziele Stuttgarts. Er befand sich im Bereich der heutigen Azenbergstraße.

## Lage

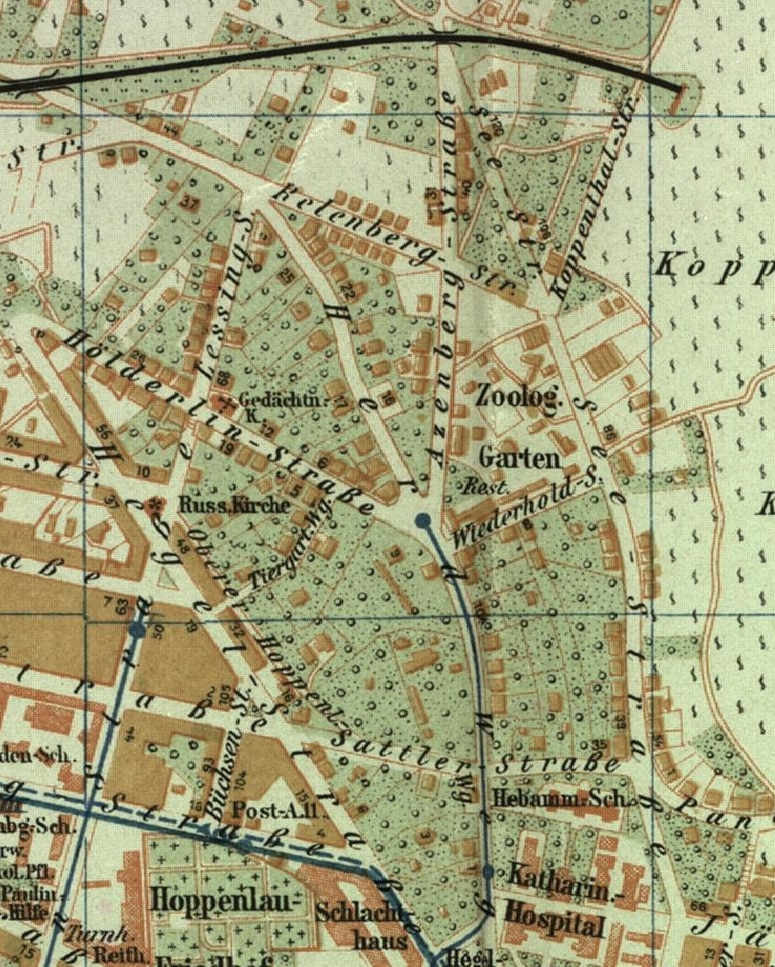
Stadtplanausschnitt, 1905

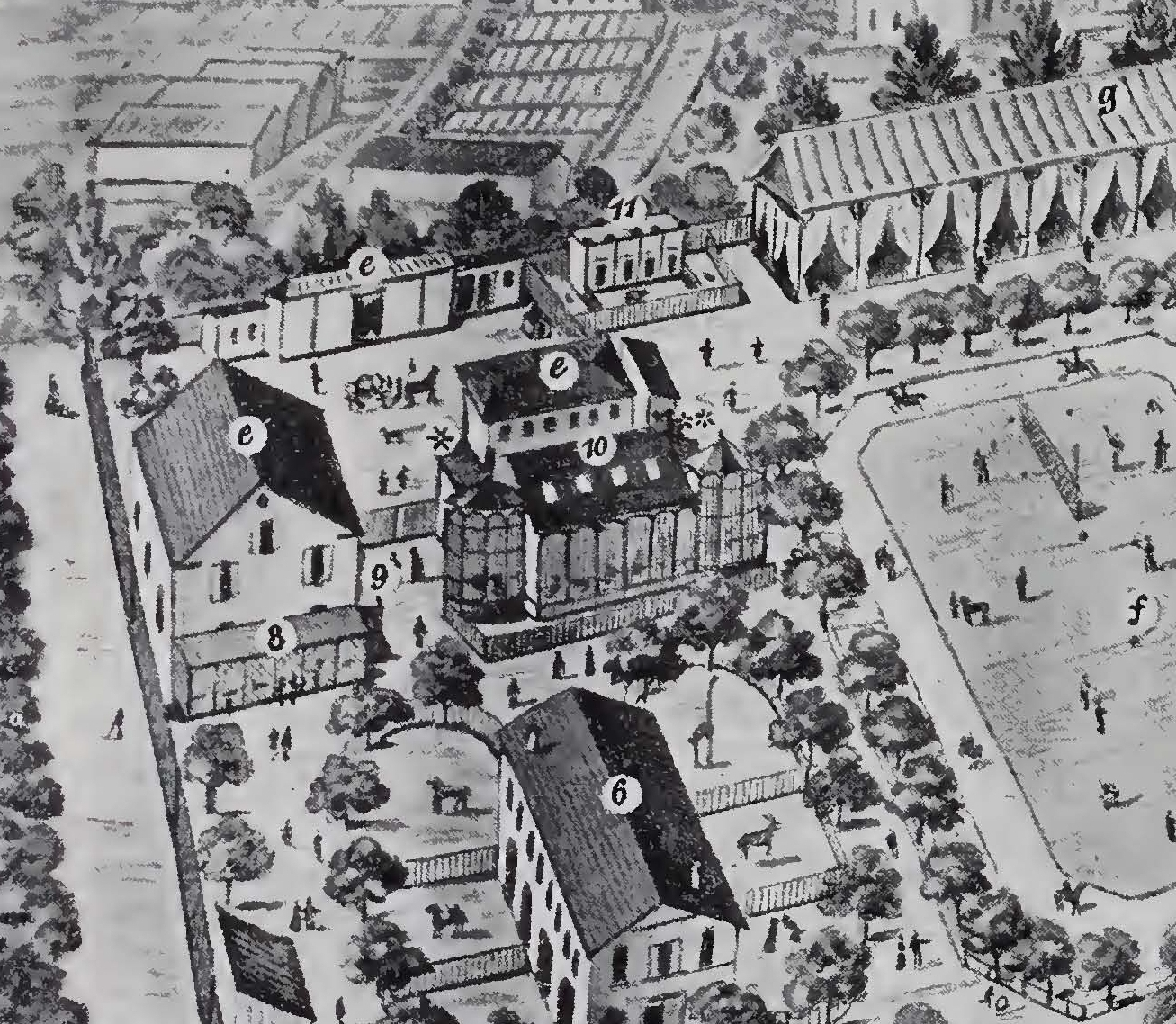
Plan des Tiergartens, Ausschnitt, 1905

Nills Tiergarten umfasste das heute so genannte Azenberg-Areal, das Gelände zwischen Azenbergstraße und Seestraße bzw. Relenbergstraße und Wiederholdstraße. An der Ecke Wiederholdstraße und Azenbergstraße befand sich Nills „Restauration zum Hirschgarten“. In unmittelbarer Nähe an der Gabelung der Straßen Hölderlinstraße, Herdweg und Azenbergstraße hielt seit 1901 die „Tiergartenlinie“ der elektrischen Straßenbahn an der Endhaltestelle „Hölderlinstraße/Herdweg“. Noch heute erinnert der Tiergartenweg, eine Seitenstraße der Hölderlinstraße, an den ehemaligen Tiergarten.

## Geschichte
Der Zimmermeister Johannes Nill (1825–1894) stellte ab 1862 auf seinem Betriebsgelände am Herdweg einheimische Tiere in selbstgezimmerten Käfigen aus. Aufgrund des großen Erfolges eröffnete er zum 1. Juli 1871 den Nill’schen Tiergarten. Hierbei war auch der Zoologe Gustav Jäger beteiligt. Am Anfang bestand der Tiergarten aus einem Bärengraben, einem Affenkäfig, einem Hirschpark und mehreren Teichen. Als Hauptattraktion galt ein ausgestopftes Mammut. 1873 übernahm Nill viele exotische Tiere aus der Konkursmasse des Affenwerner. Im Folgenden kamen Elefanten, Zebras, Löwen, Affen, Schlangen und Urwaldvögel hinzu. Ein besonderer Erfolg war die vermutlich weltweit erste Nachzucht des Großen Ameisenbärs. Das Gelände wurde ständig erweitert, bis es 1893 9500 Quadratmeter erreichte.
Neben der Ausstellung der Tiere wurden auch Völkerschauen und Rollschuh-Rennen durchgeführt. Im Herbst 1881 fand Hagenbecks Völkerschau der „Feuerländer“ im Tiergarten Nill statt. In den 1890er Jahren trat die Dompteuse Claire Heliot mit ihren zwölf Löwen auf, Käthe Paulus sprang mit dem Fallschirm ab. An Sonntagen wurden bis zu 20.000 Besucher gezählt. Richard Steiff hat seinen Teddybären nach dem Vorbild der Braunbären im Nill’schen Tiergarten entworfen.
1894 starb Johannes Nill, und sein Sohn, der Tierarzt Adolf Nill (1861–1945), übernahm die Leitung des Tiergartens. Adolf Nill erzielte Zuchterfolge bei Menschenaffen, Straußen und Ameisenbären. Der Tierbestand erreichte seinen Höchststand mit 500 Tieren, unter denen sich 1895 auch ein Sumatra-Nashorn befand.
Im Laufe der Zeit wuchs die Stadt Stuttgart immer näher an den Tiergarten heran, die Nachbarschaft beschwerte sich zunehmend über die Geruchs- und Lärmbelästigung. Der Nill’sche Tiergarten wurde daher zum 16. April 1906 geschlossen, das Gelände für eine Million Mark an die Stadt Stuttgart verkauft. Der Tierbestand wurde zum Teil an Theodor Widmann verkauft, der damit den Tiergarten an der Doggenburg aufbaute. Ein weiterer Teil des Tierbestandes und des Materials wurde an den Tübinger Zoobetreiber Eugen Mannheim verkauft, der damit seinen privaten Tiergarten Tübingen bestückte.

## Ansichten

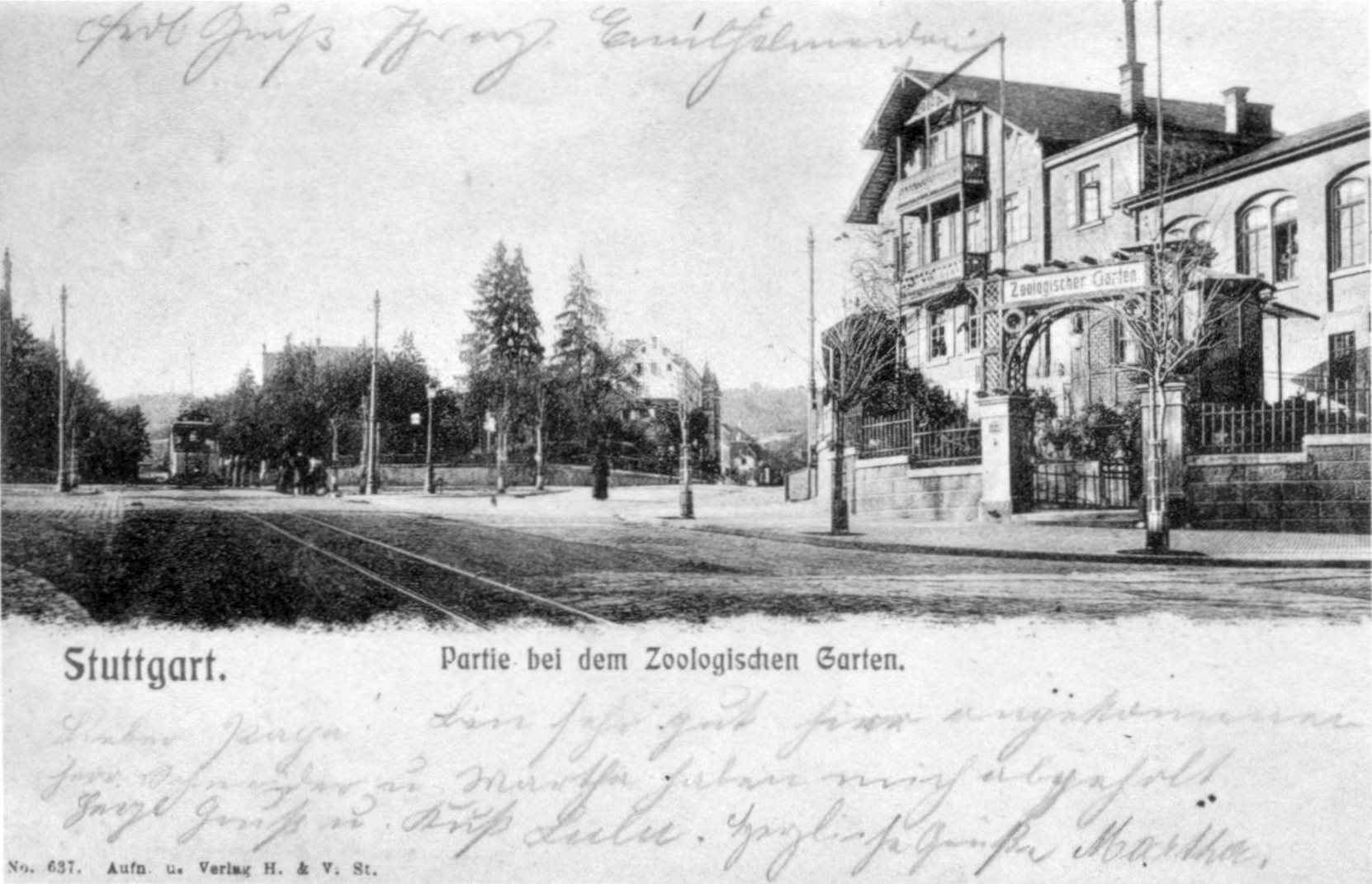
Restaurant Hirschgarten und Eingang zum Tiergarten am Herdweg, vorne die „Tiergartenlinie“ der Straßenbahn, 1903
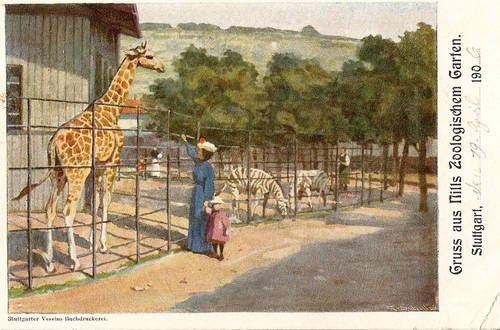
Giraffe „Gupsa“ und Zebras, 1906
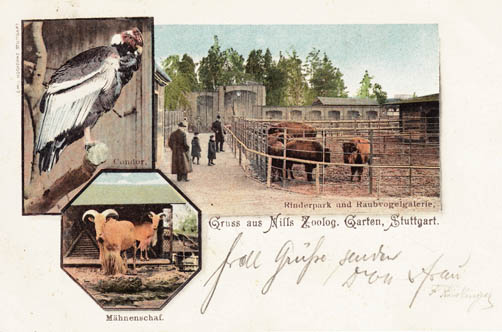
Bisons, Mähnenschaf und Kondor, 1906

## Tierszenen

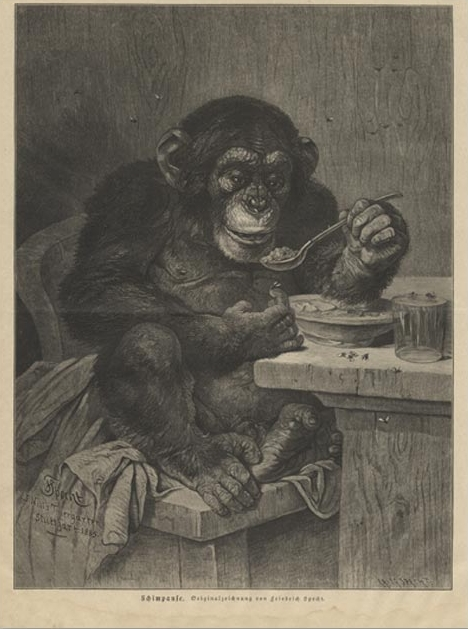
Schimpanse mit dem Löffel in Nills Tiergarten von Friedrich Specht, 1885
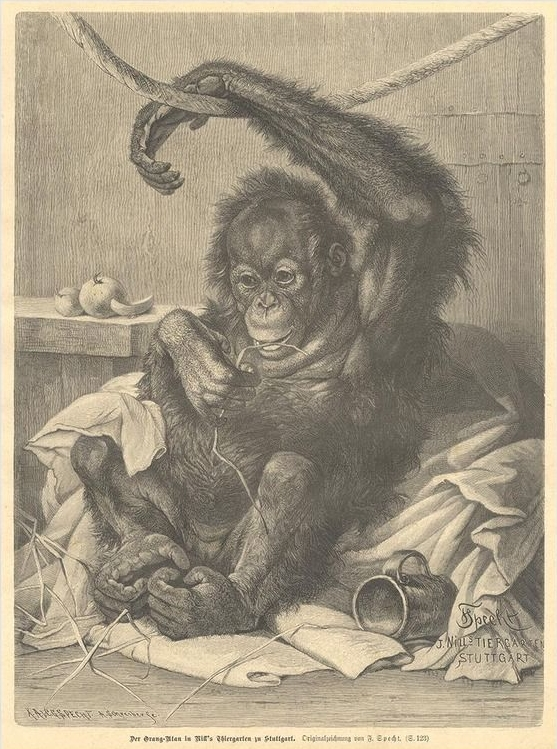
Orang Utan in Nills Tiergarten von Friedrich Specht, 1888
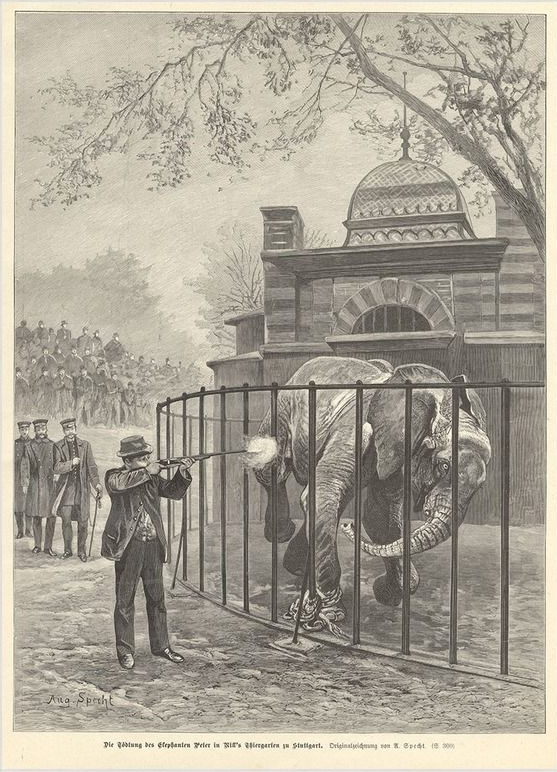
Erschießung des Elefanten Peter in Nills Tiergarten, 1893

### Allgemein
- Uwe Albrecht: Vergnügen und Belehrungen. Die Geschichte bürgerlicher Stuttgarter Tiergärten im 19. Jahrhundert.
  - 1. Teil: G. Werners „Zoologischer Garten“ 1840–1874. In: Der zoologische Garten, Jahrgang 70, 2000, S. 171–193, pdf.
  - 2. Teil: Nills Tiergarten (1871–1906). In: Der zoologische Garten, Jahrgang 71, 2001, S. 15–56.
- Carl Benjamin Klunzinger: Geschichte der Stuttgarter Tiergärten. In: Jahreshefte des Vereins für vaterländische Naturkunde, Jahrgang 66, 1910, S. 167–217 (zobodat.at [PDF], mit Literaturliste).
- Jörg Kurz: Nordgeschichte(n). Vom Wohnen und Leben der Menschen im Stuttgarter Norden. 2. Auflage, Stuttgart 2005, S. 180–183.
- Jörg Kurz: Vom Affenwerner zur Wilhelma – Stuttgarts legendäre Tierschauen. Belser-Verlag, Stuttgart 2015, ISBN 978-3-7630-2701-9, S. 24–57.
- Wolfgang Müller: Stuttgart in alten Ansichten. Zaltbommel 1979, Nummer 84, 85.
- Adolf Nill: Denkschrift zur Stuttgarter Tiergartenfrage. Stuttgart 1931.
- Erik Raidt: Stuttgarter Zoogeschichte. Die wunderbare Welt der Tiere. In: Stuttgarter-Zeitung.de, 16. September 2012, .
- Manfred Schmid: Stadtgeschichte(n). Ein Begleitbuch zur ständigen Ausstellung des Stadtarchivs Stuttgart. Stuttgart 1995, S. 67–68.
- Gustav Wais: Alt-Stuttgarts Bauten im Bild : 640 Bilder, darunter 2 farbige, mit stadtgeschichtlichen, baugeschichtlichen und kunstgeschichtlichen Erläuterungen. Stuttgart 1951, Nachdruck Frankfurt am Main 1977, S. 602–605.

### Erinnerungen
- Julius Bazlen: Beim Nill : Erinnerungen aus dem Tiergarten. Stuttgart 1925.
- Konrad Dreher: Abreiß-Kalender meines Lebens. München 1929, S. 89–91.
- Paul Eipper: Zum Schluß die Herdweg-Freude und ein Schiller-Lied. In: Eine Jugend in Schwaben : „die geschmiedete Rose“. München 1981, S. 358–378.
- Karl Gerok: Der Schreckensabend im Thiergarten. Ballade. Nach einer wahren Begebenheit. In: Blumen und Sterne : Gedichte. Stuttgart 1868, S. 471–476 (pdf).
- Hedwig Lohß: Durchs Guckfenster : Jugenderinnerungen aus dem alten Stuttgart. Illustriert nach Unterlagen aus dem Archiv der Stadt Stuttgart von Christine von Kalckreuth. Mühlacker 1972, S. 25–46.
- Hermann Missenharter: Herzöge, Bürger, Könige : Stuttgarts Geschichte, wie sie nicht im Schulbuch steht. Zeichnungen von Heinrich Klumbies. Stuttgart 2005, S. 307–311.
- Richard Zanker: Geliebtes altes Stuttgart : Erinnerungen und Begegnungen. Stuttgart 1965, S. 127–133.

### Sonstiges
- Gottfried Bauer; Ulrich Theurer; Claude Jeanmaire: Stuttgarter Strassenbahnen. Eine Dokumentation über die Strassenbahnlinien von 1868–1975. Villigen (Schweiz) 1976.
- Gabriele Katz: Margarete Steiff : die Biografie. Karlsruhe 2015, S. 223–224.